# Elezioni comunali in Molise del 2024
Le elezioni comunali in Molise del 2024 si terranno l'8 e il 9 giugno (con ballottaggio il 23 e il 24 giugno).

## Riepilogo sindaci eletti
| Provincia  | Comune     | Popolazione legale (censimento 2021) | Sindaco uscente | Sindaco uscente           | Sindaco eletto | Sindaco eletto             | Primo turno | Primo turno | Secondo turno | Secondo turno | Seggi   |
| Provincia  | Comune     | Popolazione legale (censimento 2021) | Sindaco uscente | Sindaco uscente           | Sindaco eletto | Sindaco eletto             | Voti        | %           | Voti          | %             | Seggi   |
| ---------- | ---------- | ------------------------------------ | --------------- | ------------------------- | -------------- | -------------------------- | ----------- | ----------- | ------------- | ------------- | ------- |
| Campobasso | Campobasso | 47.587                               |                 | Paola Felice (M5S)        |                | Marialuisa Forte (Ind.)    | 8.643       | 32,16       | 10.510        | 50,97         | 10 / 32 |
| Campobasso | Termoli    | 32.391                               |                 | Vincenzo Ferrazzano (PpI) |                | Nicola Antonio Balice (FI) | 12.144      | 68,75       | —             | —             | 19 / 24 |

## Provincia di Campobasso

### Campobasso
| Candidati                            | Candidati                   | II turno             | II turno      | I turno | I turno | Liste                | Voti   | %     | Seggi |
| Candidati                            | Candidati                   | Voti                 | %             | Voti    | %       | Liste                | Voti   | %     | Seggi |
| ------------------------------------ | --------------------------- | -------------------- | ------------- | ------- | ------- | -------------------- | ------ | ----- | ----- |
|                                      | Marialuisa Forte ✔️ Sindaco | 10 510               | 50,97         | 8 643   | 32,16   | Partito Democratico  | 4 226  | 16,22 | 5     |
| Movimento 5 Stelle                   | Marialuisa Forte ✔️ Sindaco | 10 510               | 50,97         | 8 643   | 32,16   | 2 643                | 10,14  | 3     |       |
| Alleanza Verdi e Sinistra-PSI-Civica | Marialuisa Forte ✔️ Sindaco | 10 510               | 50,97         | 8 643   | 32,16   | 1 572                | 6,03   | 2     |       |
|                                      | Aldo De Benedittis          | 10 111               | 49,03         | 12 874  | 47,90   | Fratelli d'Italia    | 3 408  | 13,08 | 4     |
| Popolari per l'Italia                | Aldo De Benedittis          | 10 111               | 49,03         | 12 874  | 47,90   | 3 075                | 11,80  | 4     |       |
| Noi moderati                         | Aldo De Benedittis          | 10 111               | 49,03         | 12 874  | 47,90   | 2 277                | 8,74   | 3     |       |
| Forza Italia                         | Aldo De Benedittis          | 10 111               | 49,03         | 12 874  | 47,90   | 2 182                | 8,37   | 2     |       |
| Lega Salvini Premier                 | Aldo De Benedittis          | 10 111               | 49,03         | 12 874  | 47,90   | 1 845                | 7,08   | 2     |       |
| Unione di Centro                     | Aldo De Benedittis          | 10 111               | 49,03         | 12 874  | 47,90   | 939                  | 3,60   | 1     |       |
| Seggio di coalizione                 | Seggio di coalizione        | Seggio di coalizione | 49,03         | 12 874  | 47,90   | 1                    |        |       |       |
|                                      | Giuseppe Ruta               | Giuseppe Ruta        | Giuseppe Ruta | 5 360   | 19,94   | Costruire Democrazia | 2 551  | 9,79  | 3     |
| Confederazione Civica per Campobasso | Giuseppe Ruta               | Giuseppe Ruta        | Giuseppe Ruta | 5 360   | 19,94   | 909                  | 3,49   | 1     |       |
| Unica Terra                          | Giuseppe Ruta               | Giuseppe Ruta        | Giuseppe Ruta | 5 360   | 19,94   | 430                  | 1,65   | –     |       |
| Seggio di coalizione                 | Seggio di coalizione        | Seggio di coalizione | Giuseppe Ruta | 5 360   | 19,94   | 1                    |        |       |       |
| Totale                               | Totale                      | 20 621               | 100           | 26 877  | 100     |                      | 26 057 | 100   | 32    |
|                                      |                             |                      |               |         |         |                      |        |       |       |
| Fonte: Ministero dell'interno        |                             |                      |               |         |         |                      |        |       |       |

### Termoli
|                               | Nicola Antonio Balice ✔️ Sindaco | 12 144               | 68,75 | Fratelli d'Italia                         | 3 190  | 18,73 | 6  |  |  |
| Forza Italia                  | Nicola Antonio Balice ✔️ Sindaco | 12 144               | 68,75 | 2 219                                     | 13,03  | 4     |    |  |  |
| Diritti e Libertà Molise      | Nicola Antonio Balice ✔️ Sindaco | 12 144               | 68,75 | 2 066                                     | 12,13  | 3     |    |  |  |
| Lega Salvini Premier          | Nicola Antonio Balice ✔️ Sindaco | 12 144               | 68,75 | 1 579                                     | 9,27   | 2     |    |  |  |
| Noi moderati-Termoli Insieme  | Nicola Antonio Balice ✔️ Sindaco | 12 144               | 68,75 | 1 495                                     | 8,78   | 2     |    |  |  |
| Popolari per l'Italia         | Nicola Antonio Balice ✔️ Sindaco | 12 144               | 68,75 | 1 345                                     | 7,90   | 2     |    |  |  |
|                               | Manuela Vigilante                | 1 952                | 11,05 | Partito Democratico                       | 1 161  | 6,82  | 1  |  |  |
| Movimento 5 Stelle            | Manuela Vigilante                | 1 952                | 11,05 | 699                                       | 4,10   | –     |    |  |  |
| Seggio di coalizione          | Seggio di coalizione             | Seggio di coalizione | 11,05 | 1                                         |        |       |    |  |  |
|                               | Giuseppe Mileti                  | 1 617                | 9,15  | Voglia di Termoli                         | 753    | 4,42  | 1  |  |  |
| Democrazia è Solidarietà      | Giuseppe Mileti                  | 1 617                | 9,15  | 396                                       | 2,33   | –     |    |  |  |
| I Giovani per Termoli         | Giuseppe Mileti                  | 1 617                | 9,15  | 291                                       | 1,71   | –     |    |  |  |
| Seggio di coalizione          | Seggio di coalizione             | Seggio di coalizione | 9,15  | 1                                         |        |       |    |  |  |
|                               | Marcella Stumpo                  | 786                  | 4,45  | Termoli Bene Comune - Rete della Sinistra | 744    | 4,37  | –  |  |  |
| Seggio di coalizione          | Seggio di coalizione             | Seggio di coalizione | 4,45  | 1                                         |        |       |    |  |  |
|                               | Settimio Andrea Montesanto       | 648                  | 3,67  | Costruire Democrazia                      | 617    | 3,62  | –  |  |  |
|                               | Daniela Decaro                   | 518                  | 2,93  | Termoli Libera                            | 476    | 2,79  | –  |  |  |
| Totale                        | Totale                           | 17 665               | 100   |                                           | 17 031 | 100   | 24 |  |  |
|                               |                                  |                      |       |                                           |        |       |    |  |  |
| Fonte: Ministero dell'interno |                                  |                      |       |                                           |        |       |    |  |  |